# Kênh 1 Eurasia
Kênh 1 Eurasia (tiếng Kazakh: Бірінші арна Еуразия, đã Latinh hoá: Birinshi arna Eýrazııa), tiếng Nga: Первый Канал Евразия, đã Latinh hoá: Perviy Kanal Evraziya) là một đài truyền hình của Kazakhstan, phát sóng chính thức từ 10 tháng 11 năm 1997.

## Lịch sử
Kênh 1 Eurasia được thành lập vào tháng 10 năm 1997. Bạn đầu kênh chỉ phát sóng ở một số thành phố như: Petropavlovsk, Kostanay, Kokshetau, Pavlodar. Hiện nay đài đã  phủ sóng gần 90% lãnh thổ đất nước Kazakhstan. Ngoài ra kênh cũng phát sóng tại hai quốc gia là Kyrgyzstan và Uzbekistan.
Ngày 23 tháng 4 năm 2012, kênh phát sóng chương trình thời sự bằng tiếng Kazakh và tiếng Nga.
Vào ngày 5 tháng 1 năm 2022 kênh truyền hình đã bị chính phủ đình chỉ phát sóng do các cuộc biểu tình leo thang trong nước. Vào ngày 8 tháng 1 năm 2022, kênh này phát sóng dần dần bắt đầu trở lại sau khi tình hình an ninh Kazakhstan dần dần ổn đinh.